# حسن عسكري (كاتب)
محمد حسن عسكري (بالأردية: محمد حسَن عسکری)‏ (1919 - 18 يناير 1978) باحث وناقد أدبي وكاتب ولساني باكستاني. كان في بدايته مُتغرّباً، حيث ترجم الأعمال الأدبية والفلسفية والميتافيزيقية الغربية إلى الأردية، ولا سيما كلاسيكيات الأدب الأمريكي والأدب الإنجليزي والأدب الفرنسي والأدب الروسي. ولكن في سنواته الأخيرة، من خلال تجاربه الشخصية والتغيرات الجيوسياسية وتأثير مؤلفين مثل ريني غينون والباحثين التقليديين في الهند تجاه الجزء الأخير من حياته، مِثل أشرف علي التهانوي، أصبح ناقدًا بارزًا للغرب وداعياً للفكر والثقافة الإسلامية.

## مسيرته
ولد محمد حسن عسكري في 5 نوفمبر 1919 في قرية في بولندشهر غرب ولاية أتر برديش، بالهند البريطانية، لعائلة مسلمة "تقليدية من الطبقة الوسطى"، في بيئة مثقفة حيث اعتاد الصغار على قراءة القرآن الكريم، إضافة إلى كلاسيكيات الأدب الفارسي مثل حافظ الشيرازي وسعدي الشيرازي. كان جدّه مولوي حسام الدين عالما، بينما عمل والده محمد معين الحق محاسبا في منطقة شكاربور ‏ المجاورة. كان الابن الأكبر بين ستة أطفال.
التحق بجامعة الله أباد كطالب جامعي عام 1938 وحصل على درجة الماجستير في الآداب في الأدب الإنجليزي عام 1942. بعد الانتهاء من تعليمه، انضم إلى إذاعة كل الهند في دلهي. لفترة وجيزة بين 1944-1946، قام أيضًا بتدريس الأدب الإنجليزي في كلية ميروت ‏. لسنوات، كافح من أجل العثور على وظيفة دائمة في دلهي، ووفقًا لأخيه ربما كان ذلك قد دفعه للانتقال إلى دولة باكستان الجديدة  ولكن العامل الحاسم كان الصراع الأهلي وأعمال الشغب التي أعقبت التقسيم، وفي أكتوبر 1947، وصل إلى لاهور بمفرده، وطلب من والدته وإخوته التخلي مغادرة ميروت. وهنا اكتسب مقاربة ثقافية أكثر للأدب الأردي، والتي من شأنها أن تمثل الهوية الإسلامية لبلده الجديد، في حين أن "فكرته عن باكستان تأثرت بنموذج أوروبي / فرنسي للديمقراطية، حيث تسير العدالة الاجتماعية والاقتصادية جنبًا إلى جنب من خلال رعاية التقاليد الثقافية التي يمكن فيها للأفراد، ولا سيما المثقفون مثل الشعراء والكتاب، أن يكونوا مخلصين للدولة والمجتمع، لكنهم متحررين من الضغط الحكومي ويؤدون واجبات النقاد والمواطنين المطلعين والمدركين".
في فبراير 1950، انتقل إلى كراتشي للعمل كمحرر في إحدى المجلات الحكومية، ورغم عدم استمرار الأمر لأكثر من بضعة أشهر، فإنه لم يعد إلى لاهور معتبراً أنه حصل على وظيفة مدرس لغة إنجليزية في الكلية الإسلامية. مع أصدقائه وزملائه مثل كرار حسين ‏، سيبقى هناك حتى وفاته في يناير 1978.
توفي في 18 يناير 1978، إثر "نوبة قلبية شديدة"، عن عمر يناهز 57 عامًا، ودُفن في مقبرة دار العلوم في كراتشي، بجوار المفتي محمد شفيع الديوبندي، صاحب تفسير "معارف القرآن ‏"، الذي ترجمه عسكري إلى اللغة الإنجليزية خلال أيامه الأخيرة. وقد كانت صلاة الجنازة من قبل نجل محمد شفيع الديوبندي، المفتي محمد تقي العثماني.
بعد وفاته، تم التبرع بمكتبته الشخصية لمكتبة ميرزا عبد القادر بيدل الواقعة في شرف آباد بكراتشي.

## الأفكار والأيديولوجيا

### من "متغرب" إلى "إسلامي الثقافة"
بدأ عسكري حياته الأدبية كاتباً للقصة القصيرة على غرار أنطون تشيخوف، وكاتباً مقالات متأثرًا بأفكار حركة الكتاب التقدميين، وهي حركة ماركسية تصورها سجاد ظهير بهدف تحويل المجتمع من خلال الأدب. يمكن ملاحظة "التغريب" المبكر له من خلال حقيقة أنه، على عكس الكتاب الأرديين المعاصرين، لم يكن مؤلفوه المفضلون نذير أحمد أو بريم تشنند، ولكن المؤلفين الأجانب مثل فلوبير وتشيخوف وإميل زولا وجيمس جويس ورامبو و "خاصة بودلير". في هذا الصدد، كتب قصصًا قصيرة "فاحشة"، تشمل الهنود الأنجلو والمثليين.
استمرّ في كتابة الأدب على هذا المنوال لسنوات، لكن تقسيم الهند سيجلب قضايا مثل الدين والهوية، مما سيدفعه إلى تبني نهج أكثر ثقافيًا للأدب، وبشكل أكثر تحديدًا، رؤية إسلامية. في حين أنه سياسي بشكل أو بآخر، فقد تحول على وجه التحديد إلى معادٍ للغرب وحتى معادٍ للولايات المتحدة.
أفضل طريقة لتصور هذا التغيير الجذري هي الرجوع إلى أعماله السابقة، حيث في فترة ما قبل التقسيم، كان يتعامل في الأدب والفن بشكل أساسي مع شخصيات مثل عزرا باوند، وأندريه جيد، وأكبر الله أبدي، وفراق جوراخبوري، وتشوسر، وشكسبير، وفولتير، ولورانس، ومايكل أنجلو، ورودان وجيكوب إبستين. كما كتب عن الحركة الأدبية المعروفة باسم الرؤى الجديدة. بعد التقسيم، أصبحت مقالاته أكثر إيديولوجية، وتمحورت حول فكرة الأوردو باعتبارها الإسمنت الثقافي الإسلامي لدولة باكستان التي تأسست حديثًا. خلال هذه الفترة، قام أيضًا بإعادة طرح أفكار التقدميين حول الأدب، والتي اعتنقها منذ سنوات. تظهر مجموعة المقالات المكونة من 1200 صفحة أنه خلال سنواته الأخيرة أصيب بخيبة أمل من باكستان، معتقدًا أنها لم تؤد إلى نهضة ثقافية تتمحور حول اللغة الأردية التي توقعها، حتى لو احتفظ بآرائه القوية حول الدين والفلسفة والسياسة. كنوع من الاستنتاج لنقص بعض الأدب القومي الإسلامي، أعلن "موت الأدب الأٍدي " في 1953-1955.

### علم الجماليات
مع فلسفة هايدغر وشعر هولدرلين ومالارميه، بشكل أكثر تحديدًا تأثرًا بفكرة وحدة الوجود التي وجدت بين الفلاسفة الإسلاميين، سعى عسكري إلى الحصول على شعر من شأنه أن يكشف عن "كينونة" الفرد، وبالتالي كان ينتقد الانفعالات الرومانسية والعاطفية الصريحة للعديد من معاصريه والكلاسيكيات. وألقى باللوم على استيعاب المسلمين الهنود للفلسفة الغربية وتفكيرهم في التقليل من شأن الشعر إلى درجة عاطفية، وأراد العودة إلى المصادر الإسلامية وعلم الجمال الصوفي، مشيداً أعمال العالم الديوبندي أشرف علي التهانوي على القرآن الكريم وجلال الدين الرومي باعتباره ممثل هذا النوع من الشعراء.
وهكذا كانت جمالياته انبثاقًا آخر لإيديولوجيته وسياسته.

### السياسة
سياسيًا، وُصِف بأنه يقترح نوعًا من الاشتراكية الإسلامية، "باكستان مكتفية ذاتيًا حيث يعيش المسلمون حياة غنية بمبادئ الديمقراطية"، وكان مؤيّداً ذو الفقار علي بوتو وبطبيعة الحال من أشد منتقدي محمد ضياء الحق.

## الإرث
كان له تأثير مباشر على الروائيين مثل انتظار حسين وشعراء مثل ناصر كاظمي.
هناك أيضا شخصية أدبية أخرى تحت التأثير هي سليم أحمد، الذي كان "منزله في كراتشي أكبر مركز أدبي في المدينة" في السبعينيات وأوائل الثمانينيات. فوفقًا للناقد الأدبي رؤوف باريخ ‏، الذي يلخص أيضًا إرث عسكري بالقول إنه "يُنسب إليه الفضل بحق في تقديم نظرية أدبية جديدة للنقد الأردي وإنشاء مدرسة فكرية جديدة".